# 다카이치군

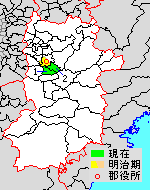
나라군 다카이치군의 범위(1.다카토리정 2.아스카촌)

다카이치군(일본어: 高市郡, たかいちぐん)은 일본 나라현(야마토국)에 있는 군이다.
인구 10,857명, 면적 49.89km², 인구밀도 218명/km².(2025년 3월 1일, 추계인구)
이하 1정 1촌으로 구성된다.
- 다카토리정(高取町)
- 아스카촌(明日香村)

## 군역
1880년 행정 구역으로 발족 당시의 군역은 위의 1정 1촌 외에 아래 구역에 해당한다.
- 야마토타카다시의 일부
- 가시하라시의 대부분

또한 현재의 고세시 일부는 고대에 본군에 속해 있었다.

## 역사

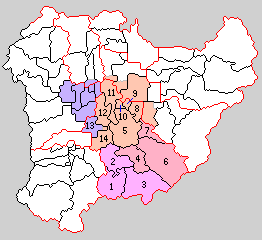
1.후나쿠라촌 2.오치오카촌 3.다카토리촌 4.사카아이촌 5.시라카시촌 6.다카이치촌 7.아스카촌 8.가모키미촌 9.야기정 10.이마이정 11.마스게촌 12.가나하시촌 13.덴마촌 14.니자와촌 (보라: 야마토타카다시 주황: 가시하라시 분홍: 다카토리정 빨강: 아스카촌)

- 1889년 4월 1일 - 정촌제 시행으로, 아래의 정촌이 발족.(2정 12촌)
  - 후나쿠라촌(船倉村): 현 다카토리정
  - 오치오카촌(越智岡村): 현 다카토리정
  - 다카토리촌(高取村): 현 다카토리정
  - 사카아이촌(阪合村): 현 아스카촌
  - 시라카시촌(白橿村) ←: 현 가시하라시
  - 다카이치촌(高市村): 현 아스카촌
  - 아스카촌(飛鳥村): 현 아스카촌
  - 가모키미촌(鴨公村): 현 가시하라시
  - 야기정(八木町): 현 가시하라시
  - 이마이정(今井町): 현 가시하라시
  - 마스게촌(真菅村): 현 가시하라시
  - 가나하시촌(金橋村): 현 가시하라시
  - 덴마촌(天満村): 현 야마토타카다시, 가시하라시
  - 니자와촌(新沢村): 현 가시하라시
- 1891년 6월 3일 - 다카토리촌이 정제 시행으로 다카토리정(高取町)이 됨.(3정 11촌)
- 1928년 2월 11일 - 시라카시촌이 정제 시행과 개칭으로 우네비정(畝傍町)이 됨.(4정 10촌)
- 1949년 6월 8일 - 야기정이 시키군 미미나시촌의 일부를 편입.
- 1954년 10월 1일 - 후나쿠라촌·오치오카촌·다카토리정이 합병하여, 새로이 다카토리정이 발족.(4정 8촌)
- 1956년
  - 2월 11일 - 우네비정·가모키미촌·야기정·이마이정·마스게촌이 시키군 미미나시촌과 합병하여 가시하라시(橿原市)가 발족, 군에서 이탈.(1정 6촌)
  - 7월 3일(1정 2촌)
    - 사카아이촌·다카이치촌·아스카촌(飛鳥村)이 합병하여, 아스카촌(明日香村)이 발족.
    - 가나하시촌·니자와촌이 가시하라시에 편입.
- 1957년 3월 1일 - 덴마촌이 야마토타카다시에 편입.(1정 1촌)